# توروس تورانیان

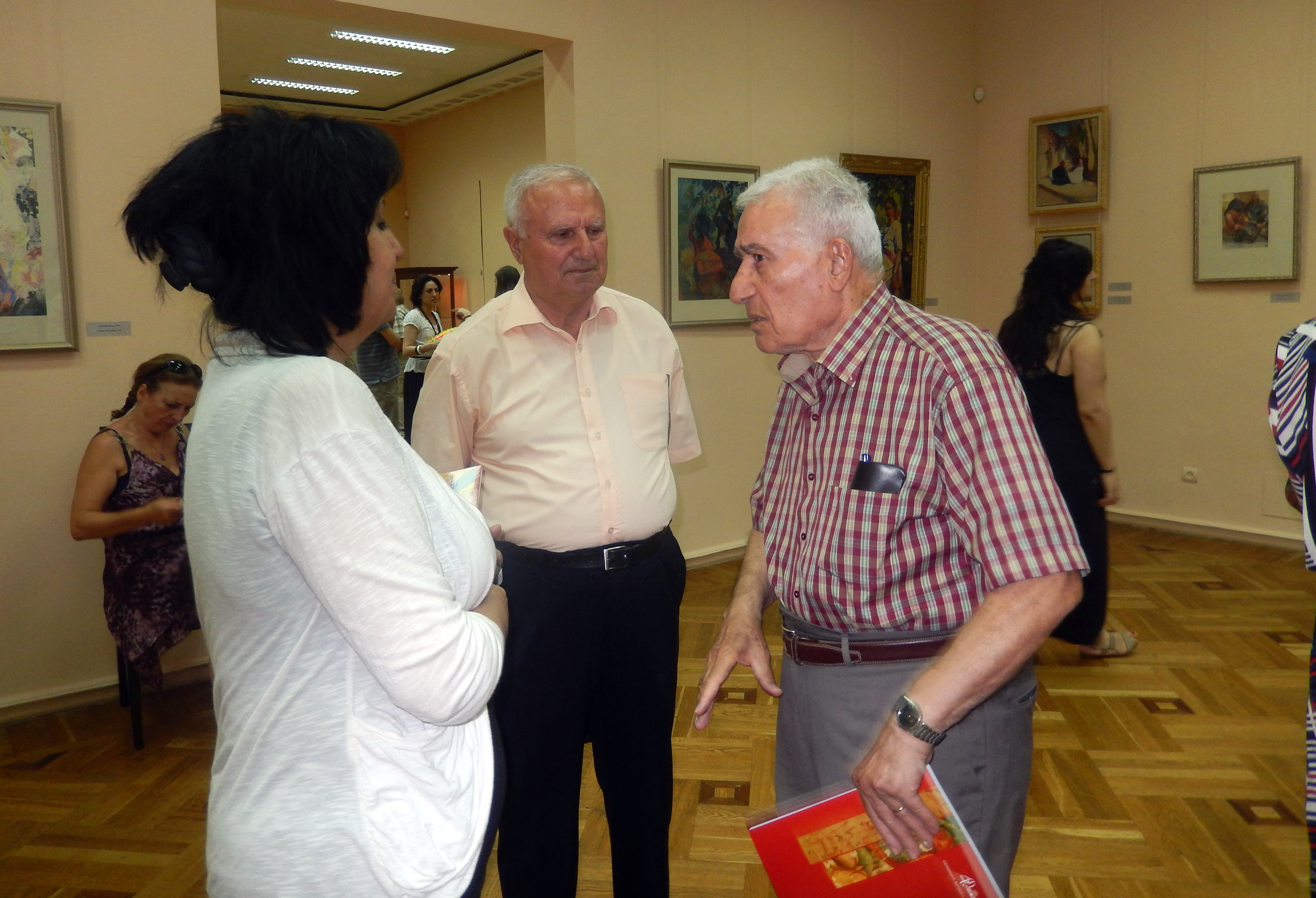

توروس خاچری تورانیان (ارمنی: Թորոս Խաչերի Թորանյան؛ زادهٔ ۲۹ فوریهٔ ۱۹۲۸ - درگذشته ۳ ژوئیهٔ ۲۰۲۱) پزشک، فعال و نثرنویس اهل ارمنستان بود.

## زندگی‌نامه
وی در ۲۹ فوریهٔ ۱۹۲۸ در حلب به دنیا آمد و از hy:Կիլիկյան ճեմարան فارغ‌التحصیل گشت. وی برنده جوایزی همچون مدال موسس خورناتسی است. وی در ۳ ژوئیهٔ ۲۰۲۱ در سن ۹۳ سالگی در ایروان درگذشت.